# 19643 Jacobrucker
19643 Jacobrucker este un asteroid din centura principală de asteroizi.

## Descriere
19643 Jacobrucker este un asteroid din centura principală de asteroizi. A fost descoperit pe 7 septembrie 1999 la Socorro, New Mexico, în cadrul proiectului LINEAR. Asteroidul prezintă o orbită caracterizată de o semiaxă mare de 3,10 ua, o excentricitate de 0,13 și o înclinație de 1,0° în raport cu ecliptica.